# Lago El'gygytgyn
O lago El'gygytgyn se situa na península de Chukotka, extremo nordeste da Sibéria. Seu diâmetro aproximado é de 12 km, sua superfície é de 119,5 km², tendo uma profundidade de até 175 m. Ocupa uma cratera de 18 km de diâmetro produzida pela queda de um meteorito há cerca de 3,6 milhões de anos, no Plioceno. 

## Clima
Esse lago sempre despertou interesse da comunidade científica pelo fato de jamais ter sido coberto por glaciares, o que permitiu a acumulação ininterrupta de uma camada de sedimentos com cerca de 400 metros de profundidade no fundo do lago. Essa camada sedimentar contém informações sobre mudanças climáticas ao longo da história. Recentemente cientistas da "University of Massachusetts Amherst" executaram perfurações nas camadas sedimentares do fundo do lago, com esse objetivo.

## Localização

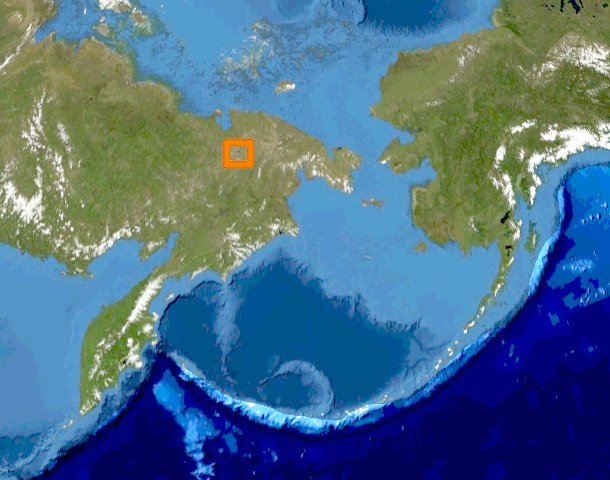

Sibéria - extremo nordeste

## Peixes
As condições do El'gygytgyn são muito severas para a vida de peixes. Portanto, há apenas três espécies desses animais que vivem de forma permanente no inóspito ambiente do lagos. As três espécies são trutas, Salvelinus:
- Salvelinus boganidae - truta do Oceano Ártico (голец) - introduzida no lago recentemente
- S. elgyticus (de boca pequena) - endêmicos no lago
- Salvethymus svetovidovi (longe e fino) - endêmicos no lago.